# شنلر ۱۷۸۲
سیارک ۱۷۸۲ (به انگلیسی: 1782 Schneller، نامگذاری:1931TL1) هزار و هفتصد و هشتاد و دومین سیارک کشف شده‌است که در ۶ اکتبر ۱۹۳۱ و در هایدلبرگ کشف شد.
قدر مطلق سیارک برابر ۱۱٫۳۰ است.